# Dian, Aragatsotn
Dian là một đô thị thuộc tỉnh Aragatsotn, Armenia. Dân số ước tính năm 2011 là 129 người.